# La Loterie et autres histoires
Ne doit pas être confondu avec La Loterie et autres contes noirs, autre recueil de nouvelles de Shirley Jackson.
La Loterie et autres histoires (titre original : The Lottery and Other Stories) est un recueil de nouvelles fantastique et d'horreur de Shirley Jackson, publié en 1949. Le recueil sort un an après sa nouvelle principale, La Loterie, parue dans le magazine The New Yorker en 1948.
En France, le recueil a été traduit et publié en 1983 par les Éditions du Masque. 
En 2019, les éditions Payot et Rivages publient une sélection d'autres histoires rédigées par Jackson et tirées du recueil Dark Tales. Le recueil est renommé La Loterie et autres contes noirs.

## Contenus

### Version originale
Le recueil original de 1949 est composé de cinq parties distinctes, et dont la cinquième sert d'épilogue. Les seconde, troisième et quatrième sections sont préfacées par des épigraphes tirées du livre Saducismus Triumphatus de Joseph Glanvill, un ouvrage traitant des sorcières.
I
- The Intoxicated
- The Daemon Lover
- Like Mother Used to Make
- Trial by Combat
- The Villager
- My Life with R. H. Macy

II
- The Witch
- The Renegade
- After You, My Dear Alphonse
- Charles
- Afternoon in Linen
- Flower Garden
- Dorothy and My Grandmother and the Sailors

III
- Colloquy
- Elizabeth
- A Fine Old Firm
- The Dummy
- Seven Types of Ambiguity
- Come Dance with Me in Ireland

IV
- Of Course
- Pillar of Salt
- Men with Their Big Shoes
- The Tooth
- Got a Letter from Jimmy
- The Lottery

### Version française de 1983
Le recueil publié en 1983 par les Éditions du Masque, puis réédité en 1994 par Presse-Pocket, contient les titres suivants :
- La Dent, 1983 ((en) The Tooth, 1948)
- L'Amant diabolique, 1983 ((en) The Deamon Lover, 1949)
- The Villager, 1983 ((en) The Villager, 1944)
- Charles, 1983 ((en) Charles, 1948)
- Ma vie chez R.H. Macy, 1983 ((en) My Life with R.H. Macy, 1949)
- Le Sorcier, 1983 ((en) The Witch, 1949)
- Sept Types d'ambiguïté, 1983 ((en) Seven Types of Ambiguity, 1943)
- Les Renégats, 1983 ((en) The Renegades, 1948)
- Ébriété, 1983 ((en) The Intoxicated, 1949)
- Statue de sel, 1983 ((en) Pillar of Salt, 1948)
- Colloque, 1983 ((en) Colloquy, 1944)
- Le Pantin, 1983 ((en) The Dummy, 1949)
- Combat judiciaire, 1983 ((en) Trial by Combat, 1944)
- Bien sûr, 1983 ((en) Of Course, 1949)
- Les Hommes avec leurs grosses chaussures !, 1983 (Men with Their Big Shoes, 1947)
- La Lettre de Jimmy, 1983 ((en) Got a Letter from Jimmy, 1949)
- Comme ma mère les faisait, 1983 ((en) Like Mother Used to Make, 1949)
- Jardin fleuri, 1983 ((en) Flower Garden, 1949)
- Venez en Irlande danser avec moi, 1983 ((en) Come Dance With Me in Ireland, 1943)
- La Loterie, 1983 ((en) The Lottery, 1948)